# San Andrés (Petén)
San Andrés (en honor a su santo patrono Andrés Apóstol) es un municipio ubicado en el noroeste del Departamento de Petén. Su extensión territorial, tras la incorporación de San Felipe y Mactum es de 8.874 km², siendo el municipio más extenso del país, llegando a ser incluso más extenso que el resto de departamentos a excepción de Izabal y Alta Verapaz. 
La frontera de Mactum y San Felipe con México fue establecida en 1896, tras el Tratado Herrera-Mariscal que suscribiera el presidente Justo Rufino Barrios en 1882 con el gobierno de México.
En 1990, más de 93% (8.288 km²) de la superficie del municipio fue declarada área natural protegida por el gobierno central, pero el territorio es tan grande y remoto que son frecuentes los problemas ambientales y ecológicos reportados por explotación maderera y petrolera en la región de la Laguna del Tigre, en la que operaba originalmente Basic Resources. La explotación de Basic Resources en esta zona ha sido duramente criticada por sus consecuencias ambientales, que no logra ocultar a pesar de la implantación de supuestos proyectos de conservación del medio ambiente. Finalmente, al finalizar de la década de 1990 la empresa Basic Resources fue comprada por la compañía estadounidense Union Pacific, y vendida de nuevo en 2001, por 102,5 millones de dólares a la sociedad privada francesa Perenco.
El municipio de San Andrés se encuentra a una altitud de 150 m s. n. m. de acuerdo al BM (monumento de elevación del IGN).

## Toponimia
Su nombre fue dado en honor al apóstol San Andrés y sus primeros pobladores fueron maya-yucatecos, por lo que en el pueblo aún se habla el idioma maya-itzá; el nombre se conserva desde su fundación y se supone que se originó en la época colonial poco después de la violenta conquista dPetén en 1697, pues las campanas de la iglesia están fechadas en 1718.

## Demografía
Según el censo de 2018, el municipio cuenta con una población total de 34.160 habitantes, distribuidos de la siguiente manera: hombres 53%, mujeres 48%; población urbana 38% y población rural 63%.

## División política
El municipio de San Andrés tiene una extensión territorial aproximada de 8.874 km².  Cuenta con un pueblo, que es la cabecera municipal, y se divide en caseríos, aldeas y parajes.  La cabecera municipal se divide en varios barrios.
| Categoría | Nombres |
| --------- | --- |
| Caseríos  | Acté, El Cocal, Ixconob, La Esperanza, Petenchón, Sacpuy, Chultún, Ixairío, Ixtinto, Monte María, Picú, Sayab, Cruce Dos Aguadas. |
| Aldeas    | Carmelita: con los caseríos El Chilar y La Gloria |
| Aldeas    | Paso Caballos: con los caseríos El Naranjo, El Progreso y Santa Amelia. |
| Parajes   | - Aguacatal - Bajo Cantetul - Balmtun - Bucut - Buena Vista - Buenos Aires - Calabazal - Campo de Tigre - Canchén - Candelaria - Cantizal - Caoba - Conquián - Corozal - Chacrío - Champas Quemadas - Chapayal - Chinja - Chocop - Chuntuquí - Dos Arroyos - El Arroyo - El Avión - El Caribe - El Carmen - El Cedro - El Ceibo - El Coco - El Cuervo - El Champión - El Desprecio - El Dolor - El Guacamayo - El Hospital - El Infierno - El Junquillal - El Laberinto - El Limón - El Mameyal - El Mical - El Muerto - El Pato - El Perú - El Remate - El Respingo - El Tiempo - El Tigre - El Tintal - Ensenada Grande - Góngora - Guacamayo - Guacutul - Isabelita - Ixculú - Jobomó - Lagarto - La Alegría - La Barraca - La Canoa - La Carretera - La Cebolla - La Correa - La Esperanza - La Estrella - La Fama - La Flor - La Gloria - La Guacamaya - La Leona - La Lucha - La Máquina - La Marimba - La Palotada - La Pava - Las Ruinas - Las Victorias - Los Camarones - Los Limones - Los Moros - Los Patos - Los Pericos - Los Pescados - Lechugal - Leontina - Lomas Altas - Macabil - Morga - Muralla Alta - Nacimiento - Naranjo - Ojo de Agua - Paxbán - Poza Azul - Progreso - Puerto Arturo - Resumidero - Río Escondido - Sabaquilá - Salchicha - San Francisco - San Jerónimo - San Juan - San Miguel - San Rafael - Santa Elena - Tres Arroyos - Tzununhuitz - Ucatán - Yalá - Yalmoján - Yarromero - Zacatal |

## Geografía física

### Hidrografía
San Andrés está ubicado dentro de la Cuenca Hìdrica III, y cuenta con once ríos, cinco riachuelos, dos arroyos, diez lagunas, veintidós lagunetas, un islote, una ensenada, una punta, un lago y dos aguadas. 
| Tipo de accidente | Subtipo    | Nombres |
| ----------------- | ---------- | --- |
| Orográfico        | Cordillera | San Rafael |
| Orográfico        | Cerro      | Buena Vista, Las Ruinas y San Miguel |
| Hidrográficos     | Ríos       | Acté, Candelaria, Chocop, Escondido, Julubal, Nuevo León, Paxbán, San Juan, San Pedro, San Pedro Tamarís y Xan. Algunos de estos ríos desembocan en el río San Pedro. En Buena Vista y San Pedro se puede realzar pesca deportiva y es límite con el Municipio de la Libertad. |
| Hidrográficos     | Riachuelos | Balantún, Pixoyá, Sabaquila, San Miguel y Sayab. |
| Hidrográficos     | Arroyos    | Cantetul, Ixconob. |
| Hidrográficos     | Lagunas    | Canjá, Cantixab, Chutunquí, El Camarón, El Tigre, El Guacamayo, Palmar, Sacpuy, Santa Cruz, Santa Rita. |
| Hidrográficos     | Lagunetas  | Batún, Buena Vista, Chocop, Don Arnulfo, El Aguacate, El Chiquero, El Perú, Góngora, La Gloria, La Pea, La Profundidad, La Resignada, Las Matías (hay tres), Los Campitos, Los Panales, Picú, Real, Santa Clara, Santa Rosa, Yalá, Yalgobach, Yalmoján.                        |
| Hidrográficos     | Islotes    | Góngora. |
| Hidrográficos     | Ensenadas  | San Jerónimo. |
| Hidrográficos     | Punta      | Nijún. |
| Hidrográficos     | Lago       | Petén Itzá |
| Hidrográficos     | Aguadas    | Cantizal y El Guacamayo |

### Clima
La cabecera municipal de San Andrés tiene clima tropical (Clasificación de Köppen: Aw).
| Parámetros climáticos promedio de San Andrés | Parámetros climáticos promedio de San Andrés | Parámetros climáticos promedio de San Andrés | Parámetros climáticos promedio de San Andrés | Parámetros climáticos promedio de San Andrés | Parámetros climáticos promedio de San Andrés | Parámetros climáticos promedio de San Andrés | Parámetros climáticos promedio de San Andrés | Parámetros climáticos promedio de San Andrés | Parámetros climáticos promedio de San Andrés | Parámetros climáticos promedio de San Andrés | Parámetros climáticos promedio de San Andrés | Parámetros climáticos promedio de San Andrés | Parámetros climáticos promedio de San Andrés |
| Mes                                          | Ene.                                         | Feb.                                         | Mar.                                         | Abr.                                         | May.                                         | Jun.                                         | Jul.                                         | Ago.                                         | Sep.                                         | Oct.                                         | Nov.                                         | Dic.                                         | Anual                                        |
| -------------------------------------------- | -------------------------------------------- | -------------------------------------------- | -------------------------------------------- | -------------------------------------------- | -------------------------------------------- | -------------------------------------------- | -------------------------------------------- | -------------------------------------------- | -------------------------------------------- | -------------------------------------------- | -------------------------------------------- | -------------------------------------------- | -------------------------------------------- |
| Temp. máx. media (°C)                        | 26.9                                         | 27.6                                         | 28.9                                         | 30.6                                         | 32.4                                         | 32.5                                         | 31.0                                         | 31.2                                         | 30.7                                         | 29.0                                         | 27.4                                         | 26.7                                         | 29.6                                         |
| Temp. media (°C)                             | 22.8                                         | 23.3                                         | 24.7                                         | 26.3                                         | 28.1                                         | 28.4                                         | 27.1                                         | 27.2                                         | 26.8                                         | 25.2                                         | 23.4                                         | 22.5                                         | 25.5                                         |
| Temp. mín. media (°C)                        | 18.8                                         | 19.0                                         | 20.5                                         | 22.1                                         | 23.8                                         | 24.4                                         | 23.2                                         | 23.2                                         | 22.9                                         | 21.4                                         | 19.4                                         | 18.4                                         | 21.4                                         |
| Precipitación total (mm)                     | 66                                           | 55                                           | 43                                           | 34                                           | 136                                          | 209                                          | 187                                          | 183                                          | 227                                          | 208                                          | 115                                          | 87                                           | 1550                                         |
| Fuente: Climate-Data.org                     |                                              |                                              |                                              |                                              |                                              |                                              |                                              |                                              |                                              |                                              |                                              |                                              |                                              |

### Ubicación geográfica
San Andrés es un municipio fronterizo, rodeado por municipios del departamento de Petén, y por Estados de la República de México. Por medio del Acuerdo Gubernativo del 26 de abril de 1962 se fijaron los límites con el municipio de San José.
- Norte: Calakmul y Candelaria municipios de  México
- Este: San José, municipio del departamento de Petén
- Oeste: Balancan, Tenosique y Calakmul  México
- Sur: Flores, San Benito y La Libertad, municipios del departamento de Petén[10]

|                                                                                                | Norte: Calakmul y Candelaria municipios de Campeche |                |
| Oeste: Balancan y Tenosique municipios de Tabasco Calakmul y Candelaria municipios de Campeche |                                                     | Este: San José |
|                                                                                                | Sur: Flores San Benito La Libertad                  |                |

## Gobierno municipal
Los municipios se encuentran regulados en diversas leyes de la República, que establecen su forma de organización, lo relativo a la conformación de sus órganos administrativos, tributos destinados para los mismos; esta legislación se encuentra dispersa en diversos niveles.  Ahora bien, que exista legislación específica para los municipios no significa que a estos no les sean aplicables las normas contenidas en otros cuerpos normativos, pues aunque se trata de entidades autónomas, las mismas se encuentran sujetas, al igual que todas las entidades de tal naturaleza, a la legislación nacional.
Específicamente, las principales leyes que rigen a los municipios en Guatemala desde 1985 son:
| N.º | Ley                                                | Descripción |
| --- | -------------------------------------------------- | --- |
| 1   | Constitución Política de la República de Guatemala | Le son aplicables diversos artículos generales de la misma, y además tiene una regulación legal específica en los artículos 253 al 262, que constituyen su base constitucional.                                                                                            |
| 2   | Ley Electoral y de Partidos Políticos              | Ley de carácter constitucional creada por la Asamblea Nacional Constituyente que aplicable a los municipios en diversos aspectos pero fundamentalmente en el tema de la conformación de sus autoridades electas, puesto que regula la manera en que se eligen y conforman. |
| 3   | Código Municipal                                   | Decreto 12-2002 del Congreso de la República de Guatemala. Tiene la categoría de ley ordinaria y contiene preceptos generales aplicables a todos los municipios, e inclusive contiene legislación referente a la creación de los municipios.                               |
| 4   | Ley de Servicio Municipal                          | Decreto 1-87 del Congreso de la República de Guatemala. Regula las relaciones entra la municipalidad y los servidores públicos en materia laboral. Tiene su base constitucional en el artículo 262 de la constitución que ordena la emisión de la misma.                   |
| 5   | Ley General de Descentralización                   | Decreto 14-2002 del Congreso de la República de Guatemala. Regula el deber constitucional del Estado, y por ende del municipio, de promover y aplicar la descentralización y desconcentración económica y administrativa.                                                  |

El gobierno de los municipios de Guatemala está a cargo de un Concejo Municipal, de conformidad con el artículo 254 de la Constitución Política de la República de Guatemala, que establece que «el gobierno municipal será ejercido por un concejo municipal». A su vez, el código municipal —que tiene carácter de ley ordinaria y contiene disposiciones que se aplican a todos los municipios de Guatemala— establece en su artículo 9 que «el concejo municipal es el órgano colegiado superior de deliberación y de decisión de los asuntos municipales […] y tiene su sede en la circunscripción de la cabecera municipal». Por último, el artículo 33 del mencionado código establece que «[le] corresponde con exclusividad al concejo municipal el ejercicio del gobierno del municipio».
El concejo municipal se integra de conformidad con lo que establece la Constitución en su artículo 254, es decir «se integra con el alcalde, los síndicos y concejales, electos directamente por sufragio universal y secreto para un período de cuatro años, pudiendo ser reelectos». Al respecto, el código municipal en el artículo 9 establece «que se integra por el alcalde, los síndicos y los concejales, todos electos directa y popularmente en cada municipio de conformidad con la ley de la materia».

### Infraestructura
Entre los edificios públicos más importantes están: La municipalidad con un edificio moderno, La escuela Oficial Urbana Mixta Eduardo Fión que cuenta con quince aulas amplias y modernas que albergan a más de 880 niños, el Instituto por Cooperativa San Andrés y el centro de salud tipo A cuenta además con sus centros de salud en las aldeas de Sacpuy y Carmelita, el edificio del Centro de Estudios y Asesoría (CEAD), el salón municipal de usos múltiples y el templo católico.

## Historia

### Época colonial
Aun cuando no se ha logrado localizar el documento fidedigno que indique la fecha de su creación, se considera que San Andrés fue creado en el año de 1820. Domingo Juarros escribió en 1800 en su Compendio, que San José pertenecía al curato de San Andrés en el Partido dPetén.

### Tras la independencia de Centroamérica
Tras la Independencia de Centroamérica, Petén fue un distrito dependiente del departamento de Verapaz en el recién formado Estado de Guatemala en 1825; en la constitución del Estado de Guatemala que se promulgó en 1825, también se menciona a San Andrés como parte del Circuito de Flores para la impartición de justicia, en el Distrito N.º 6 de Petén; junto a San Andrés pertenecían a ese circuito Flores, San José y San Benito.
El efímero Estado de Los Altos fue autorizado por el Congreso de la República Federal de Centro América el 25 de diciembre de ese año forzando a que el Estado de Guatemala se reorganizara en siete departamentos y dos distritos independientes el 12 de septiembre de 1839:
- Departamentos: Chimaltenango, Chiquimula, Escuintla, Guatemala, Mita, Sacatepéquez, y Verapaz
- Distritos indepentientes: Izabal y Petén[14]

### Guerra de castas de Yucatán
En 1844, el cacique indígena del partido de San Antonio, Juan Quek, envió una amenaza al corregidor de Petén, Ignacio Andrade, de que iba a llegar con sus hordas a incendiar y saquear el poblado de San Andrés. De hecho, no era la primera que los indígenas amezaban a la región, pues estaban en medio de la cruenta Guerra de Castas de Yucatán; es más, los indígenas incluso ya habían atacado San Andrés con anterioridad, en donde dieron muestras de salvajismo contra los criollos a quienes buscaban exterminar. Andrade solicitó consejo al vicario Tomás Salazar y al entonces alcalde primero, Modesto Méndez, quienes propusieron ir ellos dos solos en persona a conferenciar con los indígenas yucatecos.  Gracias a sus grandes habilidades de negociación Salazar y Méndez no solamente convencieron a los yucatecos de deponer las armas, sino que estos desistieron completamente de sus intenciones de atacar la región del lago de Petén Itzá.
Andrade informó al gobierno del general Rafael Carrera y Turcios y a la diócesis de Yucatán —a la que pertenecía Petén— sobre estos hechos, y como resultado, Carrera ascendió a Méndez a coronel y lo puso en consideración para el cargo de corregidor, para suceder a Andrade; por su parte, el gobierno yucateco le regaló quinientos pesos, los que utilizó para educar a su hijo Mariano Delfín, a quien envió a educarse al seminario de Mérida.  En 1846, Méndez fue nombrado corregidor dPetén en sustitución de Andrade, y se desempeñó en ese cargo hasta 1859.
En el número 58 de la Gaceta de Guatemala, correspondiente al 28 de septiembre de 1867, el presbítero Manuel S. González, después de residir poco más de dos años en Petén, publicó sus Memorias sobre el departamento de Petén, y apuntó: "San Andrés, pueblo situado al norte de Flores y a dos leguas de distancia, está en la falda de un cerro".
Durante la guerra de castas de Yucatán, numerosos colonos europeos ingresaron a Guatemala y a Belice a través del área de San Felipe, Mactum y San Andrés, huyendo de la violencia en la región, que entonces era un estado independiente.

### Comisión de límites con México

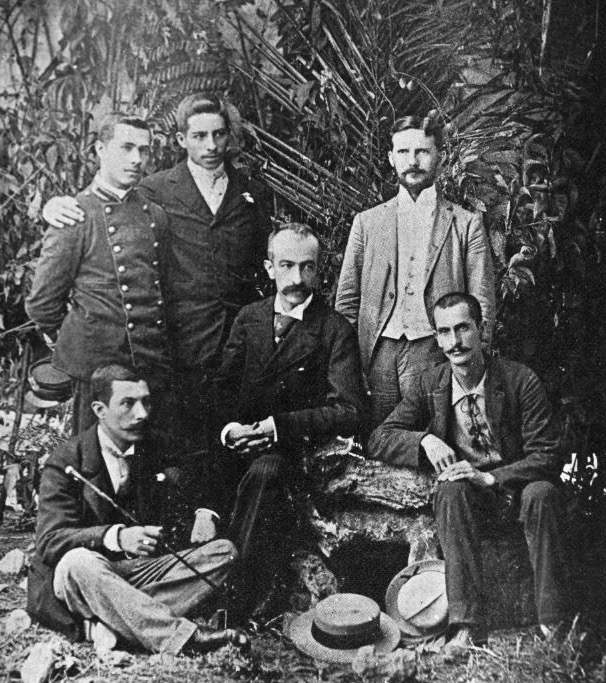
Comisión de ingenieros de Guatemala en el proyecto de la delimitación de límites con México. Al centro, el ingeniero Claudio Urrutia, jefe de la Comisión. Fotografía de La Ilustración Guatemalteca.

En virtud del convenio celebrado en la capital de México el 7 de diciembre de 1877 por los representantes de ambos países, fueron nombradas dos comisiones de ingenieros, una por cada nación para que reconocieran la frontera y levantaran un plano que sirviera para las negociaciones entre los dos países; aunque sólo se hizo un mapa de la frontera comprendida entre las faldas del volcán Tacaná y el océano Pacífico, se celebró la reunión del presidente Justo Rufino Barrios y Matías Romero, representante mexicano, en Nueva York el 12 de agosto de 1882, en la que se sentaron las bases para un convenio sobre límites, en las cuales hizo constar que Guatemala prescindía de los derechos que le asistieran sobre Chiapas y Soconusco y se fijaron los límites definitivos.  En noviembre de 1883, se dio principio al trazado de la frontera y al levantamiento del plano topográfico de sus inmediaciones, siendo jefe de la comisión guatemalteca el astrónomo Miles Rock, y sus colaboradores Edwin Rockstroh, Felipe Rodríguez, Manuel Barrera y Claudio Urrutia. En el primer año de trabajo se llegó únicamente al cerro Ixbul, y en el siguiente se buscó llegar al Río Usumacinta o al Río Chixoy, pero fue en extremo difícil debido a que no había caminos en el área.  
Lo más difícil de sobrellevar fue lo inhóspito de la región de Ixcán en donde en seis meses murieron cerca de trescientos ayudantes.  Y, por último, se encontraron con que el río Chixoy estaba más al este de lo que se creía y lo fueron a encontrar cerca de Cobán, muy lejos de la frontera con México.  Ni Urrutia ni Rockstroh continuaron con la comisión, que entre 1884 y 1895 trabajó en estudios y trazados de las líneas del oeste y norte de Petén.
En 1895 hubo otro convenio entre el ministro de Guatemala en México, Sr. Emilio de León y el gobierno mexicano y se organizó una nueva comisión guatemalteca.  En esta oportunidad, el jefe de la comisión fue el ingeniero Urrutia y sus colaboradores fueron los ingenieros Manuel Amézquita, Fabián Ortiz y Ricardo Walker, junto con los ayudantes Rafael Aldana, Abraham Flores, José Víctor Mejía De León y Francisco Reyes.  En septiembre de ese año se hicieron presentes en la cabecera de Petén en donde ser reunieron con la comisión mexicana. Luego de estudiar las diversas líneas trazadas por ambas comisiones, se llegó al convenio definitivo en enero de 1896, cuando se construyeron quince monumentos que demarcaban la frontera.
El ingeniero Claudio Urrutia, jefe de la Comisión de Límites de Guatemala entre 1896 y 1900 manifestó en su informe al Gobierno de la República de Guatemala en 1900 que: «[...] el tratado fue fatal para Guatemala. En todo con lo que la cuestión de límites se relacionó durante aquella época, existe algo oculto que nadie ha podido descubrir, y que obligó a las personas que tomaron parte en ello por Guatemala a proceder festinadamente o como si obligados por una presión poderosa, trataron los asuntos con ideas ajenas o de una manera inconsciente». Y luego continúa: «Guatemala perdió por una parte cerca de 15.000 km y ganó por otra, cosa de 5,140 km. Resultado: Una pérdida de 10,300 km. Guatemala perdió catorce pueblos, diecinueve aldeas y cincuenta y cuatro rancherías, con más de quince mil guatemaltecos, mientras que México perdió un pueblo y veintiocho rancherías con dos mil quinientos habitantes: júzguese la equidad en las compensaciones».
Todos los ejemplares de la Memoria sobre la Cuestión de Límites fueron recogidos por órdenes del presidente Manuel Estrada Cabrera poco después de haberse repartido; y de acuerdo a la historiadora Solís Castañeda, lo mismo ocurrió con la segunda edición -1964- y con el libro Grandezas y Miserias de la Vida Diplomática de Enrique Del Cid que criticaba severamente a este tratado, los cuales fueron decomisados en 1968 por instrucciones del Ministerio de Relaciones Exteriores del gobierno del licenciado Julio César Méndez Montenegro.
Fue tan nefasto el convenio para Guatemala, que el informe del director de la Comisión de Límites, el ingeniero Claudio Urrutia, fue confiscado por el gobierno del presidente Manuel Estrada Cabrera cuando se hizo público en 1900, y luego por el gobierno del licenciado Julio César Méndez Montenegro cuando se reimprimió en 1968.

### Demarcación política de Guatemala de 1902
En 1902, el gobierno del licenciado Manuel Estrada Cabrera publicó la Demarcación Política de la República, y en ella se describe de la siguiente forma a San Andrés: «su cabecera es el pueblo del mismo nombre y se halla a una y media leguas de la cabecera departamental.  Tiene una extensión de 10 caballerías y 4 manzanas.  Su clima es templado y sano, y su producción principal, el maíz.  Está limitado, al Norte, por San Felipe; al Sur, por San Benito; al Oriente, por San José y al Occidente, por Mactum».

## Economía

### Agricultura
El 80% de la población se dedican a la agricultura, entre ellos están incluidos los que se dedican a la chiclera, los cortadores de xate y los recolectadores de pimienta gorda, estos últimos trabajan solo por temporada y de esa manera las personas no se dedican a un solo trabajo. Los suelos son en gran parte para la agricultura. Entre sus principales cultivos se pueden mencionar: arroz, frijol, maíz, guineos, plátanos, macal, yuca, camote, pepitoria, ayotes y chiles habaneros.

### Industria
En sus bosques se encuentran diversidad de especies forestales, sobresaliendo las maderas finas y las de segunda, por esta razón dentro del área que comprende la cabecera municipal se encuentran tres aserraderos debidamente instalados que son: Aserraderos del Norte, Maingua y Baren Comercial. Los productos que elaboran son exportados a los mercados nacionales e internacionales. Los talleres de carpintería y ebanistería se han multiplicado y atienden la demanda local y departamental. También elaboran hamacas, escobas, panela y algunos productos derivados del henequén.

### Ganadería
La ganadería se tiene una producción que abastece no solo al mercado local y departamental, sino gran números de cabezas de ganado son comercializados en el mercado nacional. Por el número de fincas ganaderas con que hoy cuenta San Andrés, se puede decir que la producción del ganado de engorde es de buena calidad y muy grande, porque se han mejorado las razas día a día.

### Comercio
La mayor actividad comercial se realza en el área central del departamento, en donde los habitantes de San Andrés se proveen de ropa, calzado, ferretería, refrescos, productos farmacéuticos, útiles escolares, licores y otros. Por otro lado San Andrés provee al departamento de gran cantidad de granos, tubérculos, frutas y verduras entre otros. Para la actividad comercial local se cuenta con tiendas, farmacias, refresquerías, ventas de calzado, venta de materiales de construcción, etc.

## Flora y fauna
Podemos encontrar en los bosques de este municipio toda clase de maderas para construcción y ebanistería, entre ellos se encuentra los mejores que son el chicozapote, Chaltecok, manchiche, toshoc y jabín. Además existe una numerosa abundancia de cedro, caoba y jobillo, estas maderas han sido importadas por ser bellas para cualquier fabricación ya que tienen un alto valor en el mercado internacional.
También hay una variedad de plantas frutales entre ellas están: el cocotero, nance, chicozapote, zapotes, mangos, naranjas, aguacate, limones, toronjas, guanabas, lima. También plantas de uso gastronómico como la semilla de Ramón, la flor de izote, los cohollos de bayal, el guano, el corozo, la chaya etc. Entre las plantas florales se encuentran las rosas, tulipanes, margaritas, jazmín, azucenas, dalias, magnolias, girasoles entre otras.
Entre las plantas medicinales existen el macalís, ixbut, madre cacao, zarzaparrilla, cericote, mostaza, pasac, jengibre, zacate limón, higuerillo y pimienta gorda. Estas plantas medicinales también son importadas a nivel internacional. Por sus propiedades muchas de ellas son utilizadas para tintóreas, como el camotillo, chucún, caoba, zalán, palo colorado. Otras se utilizan en la industria como el henequén, pita y majaguas.
También hay una abundante especies de fauna la cual hace que este municipio sea muy reconocido entre todos los de Peten la mayor parte se encuentra entre la Reserva de la Biosfera Maya. Ente los mamíferos se encuentran: cereque, armadillo, jaguar, león, micos, pizote, tigrillo, liebres y otros. 
Hay muchas especies de aves entre las cuales cabe mencionar: los loros, guacamayas, cojolitas, tucanes, gavilán, zopilotes, zanates, gorrión pájaro carpintero entre otros. Los animales que están en peligro de desaparecer (peligro de extinción) están: el venado, tigre, tigrillo, guacamayas, tucanes, tepezcuintle.
Entre sus ríos y lagos hay abundantes peces, tortugas, lagartos y moluscos, todos muy deliciosos para la alimentación.

## Cultura

### Idiomas
El idioma oficial en este municipio, como en todos los demás municipios, es el español. Es también el idioma que más es hablado en el municipio. Una porción importante de la población también habla una idioma maya, incluyendo el maya-itzá, k'eqchi, kaqchikel y pocomchí. 

## Costumbres y tradiciones

### Fiesta Titular
Se celebra en honor a su Santo Patrono San Andrés Apóstol, del 21 al 30 de noviembre de cada año.

### La Misa Jurada
Se celebra el 18 de febrero de cada año. Esta tiene como objetivo primordial alejar las epidemias de la población.

### Baile de la Chatona
Este baile se originó en este municipio y se ha generalizado en todo el departamento. En la década de 1930 llegó a San Andrés una señorita de nombre Petrona, quien iba acompañada de su padre y además venían con ellos otros hombres. Llegaron procedentes del estado mexicano de Campeche, buscando el municipio de San Andrés, ya que para entonces este municipio era muy famoso por producción de chicle y por muchos árboles de chicozapotes. Firmaron contrato para trabajar como chicleros. Petrona firmó contrato año como cocinera, eso lo hacía cada año en el mes de noviembre era cuando se terminaba el contrato y debía renovarlo, justo cuando comenzaba la feria del pueblo. Cada año los chicleros llegaban al pueblo a disfrutar de la fiesta patronal y causaban gran alegría en el pueblo que todos los pobladores de la cabecera municipal gritaban «¡Ya vienen los chicleros!»
Después de los rezos de la iglesia, comenzaba el baile con marimba y era allí cuando Petrona de avanzada edad comenzaba el baile ya sea con un joven o con un señor tomados de las manos bailaban sin cansancio hasta finalizar el baile. La gente le llamaba la Tía Tona. Pero en cierta ocasión para una fiesta patronal llegaron nuevamente los chicleros como era de costumbre y cuando empezó el baile todo el pueblo de extraño al ver que al inicio del baile no estaba Tía Tona para romper el baile, extrañados le preguntaron a los chicleros los cuales contaron la trágica historia de como Tía Tona falleció al ser mordida por una serpiente barba amarilla. Esto causó gran tristeza a todo el pueblo. Los niños que no podían pronunciar muy bien el nombre de Tía tona gritaban ¡La Chia Tona!, que con el tiempo se convirtió en la Chatona.
Después de ese hecho un entusiasta del lugar llamado Sabino Castillo, queriendo honrar la memoria de la Tía Tona se propuso construir una muñeca con las características de la doña Petrona y el primer día de la feria se presentó al atrio de la iglesia donde la marimba amenizaba la alborada y dijo «¡Aquí está la chatona! hay que bailarla!!», y fue entonces como un joven de apellido Maradiaga fue el primero en aceptar el reto de esa noche y bailar con la muñeca que hoy en día se conoce con el nombre de La Chatona y de esa manera esa tradición se ha extendido hasta nuestros días y no solo en San Andrés sino que también en otros municipios más.

### Leyendas
Una de las más conocidas es la de San Simón, se trata de una imagen que se encontraba en un rincón de la iglesia de San Andrés, vestida como los chicleros, con pantalón, camisa, polainas, macasinos, pañuelo rojo en el cuello, xalbeque cruzado al hombro, sombrero de palma y un cigarro puro: toda esa vestimenta del santo causaba un poco de risa a los espectadores que a muchos niños les causaba risa, por eso antes de entrar a la iglesia eran amenazados por los padres diciéndoles que no debían de reírse del santo San Simón porque si no al regresar un fuerte viento se levantaría impidiéndoles cruzar el lago por lo que no les quedaba más que regresar nuevamente a San Andrés y pedirle perdón al santo y de esa manera todo se calmaba y regresaban a sus hogares.

### Anécdotas y leyendas
Se cuenta que un señor de San Andrés sufría ya que su hijo era adicto a la bebida y por mantener ese vicio tan grande le robaba las gallinas, las marquetas de chicles y todo cuanto pudiera quitarle al padre y lo vendía y de esa manera poder obtener unos centavos para comprarse unos octavos. El padre cansado de las fechorías de su hijo, llegó a las cantinas y le ordenó al cantinero que cuando el hijo llegara que le sirvieran del guaro que el quería y que le dieran hasta el cansancio y que el pagaría todo lo que el hijo consumiera en bebidas. Así sucedió que el hijo empezó a visitar cuanta cantina hubiera en el pueblo y en todas le daban los octavos sin pagar ni un centavo, él tomaba sin parar y en cualquier cantina que llegaba era la misma atención que le daban. Tomar y tomar y no pagar nada. Hasta que llegó el día que este joven se cansó de tantas atenciones que pensó y se dijo para sí mismo: Esto ya no tiene gracia, el guaro ya no tiene el mismo sabor, ya no me cuesta conseguirlo, y convencido de que había perdido la magia dejó definitivamente de tomar.[cita requerida]

## Turismo
El municipio cuenta con muchos atractivos turísticos. El turismo genera ingresos a las familias de la cabecera municipal por los servicios que brinda la Eco-escuela de español, beneficiando a familias locales, quienes hospedan a los estudiantes, y a maestros que imparten las clases.  San Andrés posee un gran número de sitios arqueológicos, incluyendo unos de la más grandes del país, que pueden se visitados durante todo el año. La mayoría de las ruinas aún no han sido restauradas; entre ellas están: Kantekul, Paso Caballos, El Perú, Caoba, Mactún, La Florida, Xunal, Santa Clara, El Ceibo, La Profundidad, La Rejoya, El Tigre, El Límite, El Yesal, Sibalhá, Jukulkan, Tzakal, Manaos, Los Monos, La Pitocha, La Conga, Las Cojolitas, Buenaventura, Los Pizotes, La Cocachana, La Ceiba, Tucán, Sucely, Grant, El Cruce, El Muco, El Sereque, Canek, Cucho, El Escondido, Los Reyes, Junkiej, El Saraguate, Kabul, El Cedro, El Tintal, El Desquite, Gûiro (wakná), Ramonal, Zacatal, Chuntuqui, Las Delicias, Arroyón, Nacimiento, Lemieux, USAC, 4 Ahau, Dos Naciones, El Ruinal, La Cueva, La Frontera (Ocultun), La Frontera Bis, El Pavo, Aguada Inés, Danto, La Muralla, Las Animas, Altamira, Tepán, Paxbán 1, Paxbán II, Paxbán III, El Chontal, El Copó y Ramonalito, y El Mirador, que es uno de los yacimientos de mayor importancia, llamado así por la altura que tienen sus pirámides que aún se encuentran cubiertas por la selva.

### Sitio arqueológico El Mirador

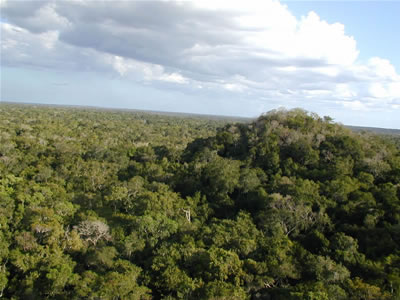
Pirámide de El Tigre, en el sitio arqueológico de El Mirador en 2007.

La ciudad maya de El Mirador se encuentra en la Reserva de la Biosfera Maya, jurisdicción del municipio de San Andrés y muy próximo a la frontera con el estado de Campeche. Solamente se puede acceder por helicóptero —en un vuelo de 30 minutos desde el Aeropuerto Internacional Mundo Maya— o desde la aldea de Carmelita —localizada 37 km al sur del sitio arqueológico—, en un viaje de dos días caminando en jornadas de nueve horas diarias entre la selva.  Dicha reserva está ubicada a 90 km de la Isla de Flores.
El Mirador se encuentra ubicado a orillas del bajo «La Jarrilla» y este fue muy importante para el desarrollo del lugar desde que los primeros habitantes lo poblaron pues fue utilizado como recurso de captación de agua pluvial y drenaje mayor.  El bajo «La Jarrilla» también fue una fuente para la extracción de arcillas para construir sus estructuras y para elaborar su alfarería. En el área también hay pantanos, pequeños lagos y lagunas, y elevaciones promedio de 100 m de altura formada por carbonatos, rocas clásticas, carbonatos antigénicos y anhidritas precipitadas. El relieve del terreno consiste de tierras bajas extensas o bajos con pendientes y suelos relativamente bien drenados.

### Sitio Arqueológico El Perú Waká

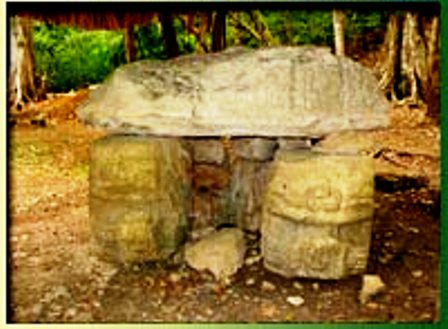
Altar con relieves en el sitio arqueológico de El Perú, cuyo nombre indígena fue Waka.

Se ubica en las orillas del río San Pedro, dentro del parque nacional Laguna del Tigre dentro de la Reserva de Biosfera Maya. Se encuentra a 75 km de distancia de la cabecera departamental de Flores. Ahora, se le conoce con el nombre de Waká que significa «Lugar Empinado» o «Ciudad Empinada con afluentes».  Las excavaciones recientes han sido llevadas a cabo por arqueólogos guatemaltecos y estadounidenses en lo que se conoce como «Proyecto Arqueológico Waka», y que ha dado a luz datos muy importantes de las relaciones de las ciudades Mayas Cercano al sitio a 25 minutos en lancha, río arriba, existe una estación ecológica llamada Las Guacamayas, sobre el río San Pedro, que también funciona como centro de Visitantes del sitio arqueológico.

### Parque nacional Laguna del Tigre
El parque nacional «Laguna del Tigre» es un área protegida ubicada en el departamento de Petén, Guatemala y forma parte de las zonas núcleos de la reserva de la biosfera Maya. Está conformado por cuatro lagunetas llamadas: La Lámpara, La Canaleta, La Gloria y Lago Azul. El parque colinda con un biotopo del mismo nombre y ambas áreas en conjunto cubren más de 335 080 hectáreas.
Este parque nacional sirve como un nexo entre el este y suroeste de la Biosfera Maya. Contiene paisajes singulares como lagunas y humedales que forman la mayoría de sus hábitats.